# Eleição municipal de São José do Rio Preto em 2008
A eleição municipal de São José do Rio Preto em 2008 foi o 15.º pleito eleitoral realizado na história do município. O 1.º turno ocorreu em 5 de outubro, porém como nenhuma das candidaturas a prefeito alcançou a maioria absoluta dos votos válidos, um 2.º turno ocorreu três semanas depois, em 26 de outubro, com os dois candidatos mais votados. Isso deve-se ao fato de que São José do Rio Preto possui mais de 200 000 eleitores registrados e aptos ao voto e, dessa forma, atende ao critério eleitoral definido pelo inciso II do artigo n.º 29 da Constituição Federal para a realização de um 2.º turno caso a disputa eleitoral não tenha sido decidida na etapa anterior de votação.
Segundo dados do Tribunal Superior Eleitoral, 276 943 eleitores compunham o eleitorado rio-pretense apto a eleger 1 prefeito, 1 vice-prefeito e 17 vereadores para a Câmara Municipal em 2008.

## Candidaturas oficiais
| N.º | Candidato(a)          | Partido | Vice                           | Coligação                                                                                   | Situação   |
| --- | --------------------- | ------- | ------------------------------ | ------------------------------------------------------------------------------------------- | ---------- |
| 13  | João Paulo Rillo      | PT      | Alcides Zanirato (PR)          | Esperança Rio Preto PT / PSL / PR / PRP                                                     | Não eleito |
| 20  | Eloy Gonçalves Júnior | PSC     | Roberval (PSC)                 | partido isolado                                                                             | Não eleito |
| 23  | Orlando Bolçone       | PPS     | Dourival Lemes (PMDB)          | Rio Preto não pode parar PMDB / PPS / PHS / PTC / PTdoB                                     | Não eleito |
| 33  | Jean Dornelas         | PMN     | Basílio Neto (PMN)             | partido isolado                                                                             | Não eleito |
| 40  | Valdomiro Lopes       | PSB     | Gaber Lopes (PSDB)             | Para o Bem de Rio Preto PRB / PP / PDT / PTB / PTN / DEM / PSDC / PRTB / PSB / PSDB / PCdoB | Eleito     |
| 43  | José Carlos Lopes     | PV      | Júlio César Campos (PV)        | partido isolado                                                                             | Não eleito |
| 50  | Marcelo Henrique      | PSOL    | Professora Elza Bonazzi (PSOL) | 100% Rio Preto PCB / PSOL                                                                   | Não eleito |

## Resultados eleitorais

### Poder Executivo
Após uma disputa decidida somente no 2.º turno, o candidato Valdomiro Lopes (PSB) derrotou por margem apertada de votos o candidato João Paulo Rillo (PT) e sagrou-se vencedor do pleito ao conquistar 109 145 votos, o equivalente a 51,21% dos votos válidos. Seu mandato à frente da Prefeitura de São José do Rio Preto iniciou-se em 1 de janeiro de 2009 e foi concluído em 31 de dezembro de 2012.
| Candidatos a prefeito(a)   | Candidatos a prefeito(a)    | Candidato a vice-prefeito(a)   | 1.º turno      | 1.º turno   | 2.º turno      | 2.º turno   |
| Candidatos a prefeito(a)   | Candidatos a prefeito(a)    | Candidato a vice-prefeito(a)   | Total de votos | Porcentagem | Total de votos | Porcentagem |
| -------------------------- | --------------------------- | ------------------------------ | -------------- | ----------- | -------------- | ----------- |
|                            | Valdomiro Lopes (PSB)       | Gaber Lopes (PSDB)             | 85 752         | 40,02%      | 109 145        | 51,21%      |
|                            | João Paulo Rillo (PT)       | Alcides Zanirato (PR)          | 61 943         | 28,91%      | 103 967        | 48,79%      |
|                            | Orlando Bolçone (PPS)       | Dourival Lemes (PMDB)          | 54 117         | 25,26%      | –              | –           |
|                            | José Carlos Lopes (PV)      | Júlio César Campos (PV)        | 5 909          | 2,76%       | –              | –           |
|                            | Marcelo Henrique (PSOL)     | Professora Elza Bonazzi (PSOL) | 2 376          | 1,11%       | –              | –           |
|                            | Jean Dornelas (PMN)         | Basílio Neto (PMN)             | 2 317          | 1,08%       | –              | –           |
|                            | Eloy Gonçalves Júnior (PSC) | Roberval (PSC)                 | 1 843          | 0,86%       | –              | –           |
| Total de votos válidos     | Total de votos válidos      | Total de votos válidos         | 214 257        | 214 257     | 213 112        | 213 112     |
| Votos apurados             |                             |                                |                |             |                |             |
| Votos válidos              | Votos válidos               | Votos válidos                  | 214 257        | 91,92%      | 213 112        | 93,81%      |
| Votos em branco            | Votos em branco             | Votos em branco                | 6 836          | 2,93%       | 4 208          | 1,85%       |
| Votos nulos                | Votos nulos                 | Votos nulos                    | 12 015         | 5,15%       | 9 870          | 4,34%       |
| Total de votos apurados    | Total de votos apurados     | Total de votos apurados        | 233 108        | 233 108     | 227 190        | 227 190     |
| Participação do eleitorado |                             |                                |                |             |                |             |
| Comparecimentos            | Comparecimentos             | Comparecimentos                | 233 108        | 84,17%      | 227 190        | 82,03%      |
| Abstenções                 | Abstenções                  | Abstenções                     | 43 835         | 15,83%      | 49 753         | 17,97%      |
| Total de eleitores aptos   | Total de eleitores aptos    | Total de eleitores aptos       | 276 943        | 276 943     | 276 943        | 276 943     |
| Fonte: Fundação Seade      |                             |                                |                |             |                |             |

### Poder Legislativo
No sistema proporcional, pelo qual são eleitos os vereadores, o voto dado a um candidato é primeiro considerado para a coligação na qual o partido faz parte. O total de votos de uma coligação é que define quantas cadeiras o partido terá. Definidas as cadeiras, os candidatos mais votados do partido são chamados a ocupá-las. Abaixo encontram-se os candidatos a vereador eleitos e reeleitos para a 15.ª legislatura, iniciada em 1 de janeiro de 2009 e concluída em 31 de dezembro de 2012.
| N.º   | Candidato(a)         | Coligação                | Votos obtidos | Porcentagem | Situação    |
| ----- | -------------------- | ------------------------ | ------------- | ----------- | ----------- |
| 13622 | Marco Rillo          | PT / PSL / PR / PRP      | 4 389         | 2,06%       | Eleito(a)   |
| 25888 | Jorge Menezes        | PRB / PP / DEM           | 4 140         | 1,94%       | Reeleito(a) |
| 65065 | Maurin da Sorveteria | PDT / PSDC / PSB / PCdoB | 3 794         | 1,78%       | Reeleito(a) |
| 11630 | Marinho das Bombas   | PRB / PP / DEM           | 3 766         | 1,77%       | Reeleito(a) |
| 50688 | Pedro Roberto Gomes  | PCB / PSOL               | 3 636         | 1,71%       | Reeleito(a) |
| 45678 | Jorge Abdanur        | PRTB / PSDB              | 3 612         | 1,70%       | Eleito(a)   |
| 11111 | Pauléra              | PRB / PP / DEM           | 3 465         | 1,63%       | Eleito(a)   |
| 22222 | Professor Farath     | PT / PSL / PR / PRP      | 3 106         | 1,46%       | Eleito(a)   |
| 45455 | Alessandra Trigo     | PRTB / PSDB              | 2 905         | 1,36%       | Eleito(a)   |
| 23234 | Oscarzinho           | PPS / PHS                | 2 862         | 1,34%       | Reeleito(a) |
| 23123 | Piacenti             | PPS / PHS                | 2 833         | 1,33%       | Reeleito(a) |
| 45200 | Nilson Silva         | PRTB / PSDB              | 2 784         | 1,31%       | Reeleito(a) |
| 40000 | Sargento Nelson Ohno | PDT / PSDC / PSB / PCdoB | 2 556         | 1,20%       | Eleito(a)   |
| 40123 | Dinho                | PDT / PSDC / PSB / PCdoB | 2 500         | 1,17%       | Reeleito(a) |
| 14500 | Carlão do JC         | PTB / PTN                | 2 296         | 1,08%       | Eleito(a)   |
| 23033 | Manoel Conceição     | PPS / PHS                | 2 081         | 0,98%       | Eleito(a)   |
| 14567 | Parise               | PTB / PTN                | 1 935         | 0,91%       | Eleito(a)   |